# Дело Гордеюка
Дело Гордеюка — гражданский процесс «о защите чести, достоинства и иных нематериальных благ» по журналистским расследованиям о плагиате в диссертации судьи Д. В. Гордеюка, опубликованным в «Новой газете» и The New Times.
25 октября 2013 года сообщество «Диссернет» опубликовало результаты экспертизы диссертации на соискание учёной степени кандидата юридических наук Дмитрия Викторовича Гордеюка
«Место жительства ребёнка: проблемы теории и практики», защищённой 23 апреля 2004 года. Научным руководителем являлся доктор юридических наук Юрий Фёдорович Беспалов. Работа была выполнена и утверждена диссертационным советом в Российской правовой академии Министерства юстиции РФ.
Согласно опубликованной на сайте сообщества «Диссернет» таблице заимствований, в диссертации были выявлены масштабные заимствования из докторской диссертации «Теоретические и практические проблемы реализации семейных прав ребёнка в Российской Федерации», защищёной Ю. Ф. Беспаловым в 2002 году в той же Российской правовой академии Министерства юстиции РФ.
29 октября 2013 года Алексей Навальный направил письма председателю Мосгорсуда Ольге Егоровой и председателю Квалификационной коллегии судей г. Москвы Ларисе Поляковой, в которых изложил данные «Диссернета» об обнаружении масштабных заимствований в диссертации Д. В. Гордеюка.
Алексей Навальный обратил внимание на то, что в соответствии с Постановлением правительства РФ № 74 от 30 января 2002 года в связи с истечением трёхлетнего срока давности присуждение Д. В. Гордеюку кандидатской степени невозможно обжаловать, «…однако это не может служить основанием для непривлечения его к дисциплинарной ответственности органами судейского сообщества за совершение действий, порочащих честь судьи».
О существовании ответов на письма, в полном соответствии с Федеральным законом от 2 мая 2006 года № 59-ФЗ
«О порядке рассмотрения обращений граждан Российской Федерации», ничего не известно.

## Публикации в СМИ
9 ноября 2013 года по данным экспертизы сообщества «Диссернет» в «Новой газете» вышла статья корреспондента газеты Никиты Гирина «Ваш плагиат, Ваша честь?» Найдены некорректные заимствования в диссертации судьи, отклонявшего жалобы на аресты «узников Болотной»:
Судья Мосгорсуда Дмитрий Гордеюк стал известен летом прошлого года. Тогда он в составе коллегии по уголовным делам апелляционной инстанции отклонил кассационные жалобы на аресты фигурантов «болотного дела» Андрея Барабанова, Федора Бахова, Ярослава Белоусова, Степана Зимина и Максима Лузянина. Известность сыграла с Гордеюком злую шутку. Недавно сообщество «Диссернет» обнаружило у него кандидатскую и проверило её на плагиат.

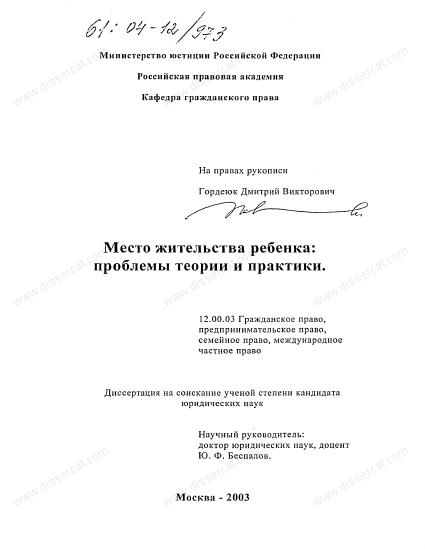
Титульный лист диссертации на соискание ученой степени кандидата юридических наук Д. В. Гордеюка «Место жительства ребёнка: проблемы теории и практики»

Оказалось, что более чем на полусотне страниц (из 118 «содержательных», то есть без оглавления, библиографического списка, приложений) его работы «Место жительство ребёнка: проблемы теории и практики», защищенной в 2004 году, есть некорректные заимствования из диссертации Юрия Беспалова «Теоретические и практические проблемы реализации семейных прав ребёнка в Российской Федерации», защищенной двумя годами ранее. В 2004 году доктор юридических наук Юрий Беспалов был научным руководителем Гордеюка, а сейчас он — секретарь научно-консультативного совета при Мосгорсуде.
11 ноября 2013 года обозреватель Зоя Светова опубликовала в The New Times статью «Плагиаторы в мантиях», где также говорилось, что на 56 страницах диссертации Д. В. Гордеюка из 118 были обнаружены места, скопированные из докторской диссертации, защищённой двумя годами ранее Ю. Ф. Беспаловым:
В коллекции «Диссернета» появился первый судья, уличенный в плагиате, — Дмитрий Гордеюк, соавтор председателя Мосгорсуда Ольги Егоровой, написавший вместе с ней несколько юридических пособий.

## Судебный процесс
Судья в отставке Ю. Ф. Беспалов и судья Мосгорсуда Д. В. Гордеюк подали исковые заявления «о защите чести, достоинства и иных нематериальных благ» в Басманный районный суд Москвы на «Новую газету» и в Пресненский районный суд Москвы на The New Times. При этом в своём исковом заявлении они настаивали на том, что утверждение «Изучив его (Д. В. Гордеюка) кандидатскую диссертацию, юристы „Диссернета“ обнаружили в ней серьёзные заимствования из работы его научного руководителя, судьи в отставке Юрия Беспалова» ложно и оскорбляет их чувство собственного достоинства.
22 ноября 2013 года иск был принят к производству.
6 декабря 2013 года Басманный районный суд Москвы удовлетворил иск о защите чести и достоинства Ю. Ф. Беспалова и Д. В. Гордеюка к «Новой газете» в полном объёме. Изданию предписали удалить статью о плагиате в научных работах судей. Суд также взыскал в общей сложности 410 тысяч рублей с «Новой газете» и с её автора Никиты Гирина в качестве компенсации морального вреда в связи со статьёй «Ваш плагиат, Ваша честь?» от 9 ноября:
Басманный суд Москвы в полном объёме удовлетворил иск судьи Мосгорсуда Гордеюка Д. В. и секретаря Научно-консультативного совета при Мосгорсуде, судьи в отставке Беспалова Ю. Ф., которым не понравилась статья «Ваш плагиат, Ваша честь?».
«Новая газета» и её корреспондент Никита Гирин, по решению судьи Галины Демидович, должны в совокупности выплатить этим господам 300 000 рублей. Кроме того, редакцию обязали опубликовать опровержение и удалить статью, посвященную диссертации Д. Гордеюка, со своего сайта.

На самом деле никакого суда и не было. Истцы посчитали ниже своего достоинства явиться на заседание. Либо — просто были уверены в итоге настолько, что даже не прислали для участия в разбирательстве своего представителя. «Новой газете» пришлось полемизировать с пустым местом. А ещё — с судьей, которая весьма неэлегантным образом согласилась почти со всем, о чём просили или по поводу чего возражали истцы, и отказала газете во всех существенных ходатайствах, лишив нас права на защиту.
13 декабря 2013 года Пресненский районный суд Москвы также, как и Басманный районный суд, удовлетворил иск Ю. Ф. Беспалова и Д. В. Гордеюка к журналу The New Times и обозревателю Зое Световой, обязав их выплатить в общей сложности 1,1 млн рублей компенсации:
13 декабря судья Пресненского суда Москвы Марина Цывкина в полном объёме удовлетворила иск судей к The New Times и его обозревателю Зое Световой. Судья в отставке Беспалов Юрий Федорович и судья Мосгорсуда Гордеюк Дмитрий Викторович подали в суд иск о «защите чести, достоинства и иных нематериальных благ» с требованием возместить моральный ущерб в размере 1 млн 100 тысяч рублей.

Разбирательство по иску судей к The New Times и обозревателю журнала Зое Световой заняло полдня. Заседание началось в 09.00, а уже в 15.00 судья Пресненского суда Марина Цывкина зачитала решение, удовлетворив иск в полном объёме.
Этот процесс сопровождался следующими событиями:
- Представители истцов, Ю. Ф. Беспалова и Д. В. Гордеюка, на заседание суда не явились, ответчикам отказали в вызове истцов, несмотря на то, что адвокат Вадим Прохоров[15] дважды заявлял о необходимости их присутствия.
- Судья Марина Цывкина не приобщила к делу копии текстов диссертаций Ю. Ф. Беспалова и Д. В. Гордеюка и отказалась провести их экспертизу.
- Адвокат Вадим Прохоров дважды заявлял отвод судье Марине Цывкиной, но он не был удовлетворён: обозреватель Зоя Светова заявляла, что судья Ольга Егорова (соавтор истца Ю. Ф. Беспалова) принимала М. Цывкину на работу, и потому поставила под сомнение её беспристрастность. Судья отказалась взять отвод.

10 февраля 2014 года Мосгорсуд признал законным решение Басманного суда. Однако 28 октября Верховный суд РФ отменил решения Басманного суда и Мосгорсуда. Причиной послужило то, что судами «не было установлено, соответствуют ли утверждения о плагиате действительности». Верховный суд постановил направить дело на новое рассмотрение, при этом для избежания конфликта интересов дело было направлено не в Москву, а в другой субъект Российской Федерации. Мытищинский городской суд, в который поступило дело, 14 мая 2015 года отказал Д. В. Гордеюку в удовлетворении иска к «Новой газете». 5 октября 2015 года Московский областной суд оставил в силе это решение.

## Мнения и реакция
По мнению журналистов, судьи, рассматривавшие дело, представляли собой сторону пострадавшую — сами истцы в суд не явились, не было и их представителей. Для вынесения решения не потребовались ни свидетели, ни заключения экспертов. Выступления адвокатов «Новой газеты» и журнала The New Times, их доводы также не сыграли в процессе никакой роли. Решения обоих судов были одинаковы: иски удовлетворить в полном объёме, причём истцами сумма никак не была обоснована. В связи с этим было высказано предположение, что диспропорция в исковых суммах решений судов призвана обанкротить прессу, публикующие такие материалы.
Однако это идёт вразрез с постановлением Пленума Верховного Суда РФ от 24 февраля 2005 года «О судебной практике по делам о защите чести и достоинства граждан, а также деловой репутации граждан и юридических лиц», которым высшая судебная инстанция запретила гражданам России и организациям разорять СМИ, требуя с них через суд многомиллионные компенсации за нанесение морального вреда:
Компенсация морального вреда определяется судом при вынесении решения в денежном выражении. При определении размера компенсации морального вреда судам следует принимать во внимание обстоятельства, указанные в части 2 статьи 151 и пункте 2 статьи 1101 Гражданского кодекса Российской Федерации, и иные заслуживающие внимания обстоятельства. Если не соответствующие действительности порочащие сведения распространены в средствах массовой информации, суд, определяя размер компенсации морального вреда, должен учесть характер и содержание публикации, а также степень распространения недостоверных сведений. При этом подлежащая взысканию сумма компенсации морального вреда должна быть соразмерна причиненному вреду и не вести к ущемлению свободы массовой информации.
По утверждению одного из основателей сообщества «Диссернет» Андрея Ростовцева, в «деле Гордеюка» судебная система вторглась в сферу интересов академической науки, так как разбираться с плагиатом в научных трудах должно само научное сообщество.
По поводу судебных процессов сообщество «Диссернет» обратило внимание на то, что его эксперты и репортеры не употребляют в текстах своих экспертиз, заключений, отчетов, репортажей и комментариев слова типа «кража», «подлог», «мошенничество», «плагиат» и производные от них, в том числе «вор», «мошенник», «плагиатор» и т. п., — поскольку эти понятия упоминаются в УК РФ и эти деяния образуют состав уголовного преступления, и призвало выбирать слова, используемые в описаниях работ сообщества «Диссернет».
Материалы по «делу Гордеюка», опубликованные в СМИ, широко распространились по интернету. Сторона защиты намерена подать апелляцию в Мосгорсуд.